# Здание бывшего офицерского собрания (Ижевск)
Зда́ние бы́вшего офице́рского собра́ния и оруже́йной шко́лы располагается в Ижевске по адресу улица Советская, 1 и является памятником истории и культуры Удмуртской республики. В здании в разное время находились разные административные учреждения, Офицерское собрание Ижевского завода, оружейная школа, администрация Ижевского оружейного завода. Здание знаменито тем, что 27 октября (9 ноября) 1917 года в его залах была провозглашена советская власть в Ижевском заводе, а 21 февраля 1918 года в этом же здании Ижевским советом рабочих, солдатских и крестьянских депутатов было принято решение о преобразовании Ижевского завода в город Ижевск.

## История
Здание было построено в период 1843—45 годов по проекту инженер-капитана А. П. Семёнова. Первоначально здание было двухэтажным и предназначалось для размещения всех административных учреждений («присутственных мест») Ижевского завода. Чертежи фасадов, планы этажей и рисунок чугунной решётки ограды были 5 октября 1841 года утверждены лично императором Николаем I.
После 1867 года в здании размещались хозяйственное отделение завода и оружейная школа. С 1897 (по другим данным, с 1890 года) года верхний этаж был занят Офицерским собранием, а нижний — казначейством и оружейной школой.

### Офицерское собрание
Инициатором создания военного собрания в Ижевске являлся начальник оружейного и сталеделательного заводов полковник Иван Иванович Патрус. Основным мотивом, который он указывал в официальных рапортах, было намерение организовать ижевским офицерам досуг отдельно от служащих и обывателей, которые посещали Общественный клуб, располагавшийся на пересечении нынешних улиц Советской и Красноармейской. А после инцидента, связанного с оставшимся без внимания оскорблением одного из членов Общественного клуба, Патрус и ещё 12 офицеров вышли из состава членов этого клуба.
24 января 1887 года была сформирована комиссия для выработки устава военного собрания, а 30 августа 1890 года Собрание было открыто. К 15 декабря 1891 года действительными членами Военного собрания числились 22 офицера и 29 чиновников. Временными членами являлись 14 человек, занимавшие классные должности на заводах и вольнонаёмные работники.
В 1893 году было принято новое положение о Собрании, ограничившее возможность стать действительными членами организации только офицерам. Председателем Офицерского собрания по новому положению стал Ижевских заводов. Почётными членами были командующий войсками Казанского военного округа и заведующий артиллерийской частью Казанского военного округа. Управляющим органом был распорядительный комитет из трёх членов, избираемых общим голосованием на один год.
Собрание несколько раз меняло расположение, в 1903 году снимало частное помещение. Но из-за дефицита денежных средств Военное собрание было вынуждено переместиться в здание Общественного клуба, что приводило к недовольству членов обеих организаций. В 1895 году было выделено 9000 рублей на реконструкцию каменного здания артиллерийского ведомства для нужд Офицерского собрания. Содержание помещения обходилось членам собрания в сумму до 480 рублей в год.

### Оружейная школа
15 августа 1870 года была открыта Оружейная школа, рассчитанная на 100 человек с 4-х-годичным сроком обучения. Школа занимала первый этаж здания. В программу обучения входили занятия по ремонту оружия, ствольному и ложевому делу, гравированию, кузнечному ремеслу, насечке напильников, токарной обработке дерева и метала. Ежегодно школа выпускала 20—25 человек. После окончания школы выпускники получали звание «оружейного мастера» и распределялись на службу в войсковые части и военные учреждения России. За 48 лет существования школа выпустила более 900 оружейных мастеров. В 1918 году школа была закрыта из-за вспыхнувшего Ижевско-Воткинского восстания. Позднее, в 1997 году, школа возобновила работу ей было присвоено имя А. Ф. Дерябина. В 2012 году школа была переведена в Машиностроительный лицей.

### Советские годы
27 октября (9 ноября) 1917 года в зале бывшего Офицерского собрания 111 голосами из 202 делегатов была провозглашена советская власть в Ижевском заводе. 21 февраля 1918 года в этом же здании Ижевским советом рабочих, солдатских и крестьянских депутатов было принято решение о преобразовании Ижевского завода в город Ижевск. Официальное присвоение статуса произошло только через 7 лет — 6 июля 1925 года. В 1919 году в честь второй годовщины Октябрьской революции перед зданием бывшего Офицерского собрания (вдоль современной улицы Горького) по проекту архитектора Г. Ф. Сенатова и И. Н. Ситникова была сооружена деревянная арка с портретами Маркса, Ленина и Троцкого, получившая название «Красные ворота».
В 1930-х годах здание было надстроено двумя этажами, а также получило пристройку вдоль улицы Горького. В советский период в здании располагались Совет рабочих депутатов, Министерство сельского хозяйства Удмуртской АССР, производственное объединение «Удмуртлес», Министерство народного образования Удмуртской АССР, Партийный архив Удмуртского обкома КПСС и другие ведомства. Поэтому за зданием сохранились названия «Старый Дом правительства», «Дом советов».
5 декабря 1979 года постановлением Совета Министров Удмуртской АССР здание признано объектом культурного наследия регионального значения.

## Современное состояние
Ныне в здании располагаются Министерство культуры, печати и информации Удмуртской Республики, Союз писателей Удмуртии, редакции журналов «Инвожо», «Кизили», «Луч», а также Государственный национальный драматический театр Удмуртской Республики.

## Галерея
- Памятная табличка на главном фасаде
- Главный фасад
- Вид со двора
- Здание ночью